# 白一言
白一言（1547年—？），字子恕，直隸廣平府永年縣人，民籍，明朝政治人物。

## 生平
隆慶四年（1570年）庚午科順天府鄉試第四十五名，萬曆五年（1577年）丁丑科會試第八十九名，登三甲第八十三名進士。授山东聊城县知县，重修县儒學。官至户部主事。

## 家族
曾祖白錦；祖父白昂；父白卿，曾任訓導。母謝氏。重庆下。